# De Telegraaf

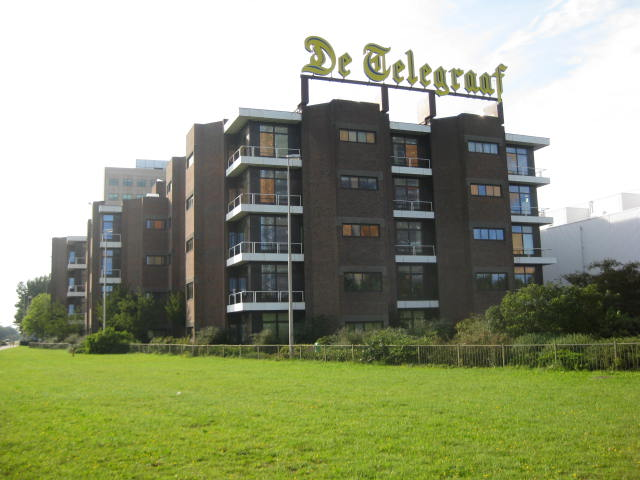
La sede del quotidiano De Telegraaf, ad Amsterdam.

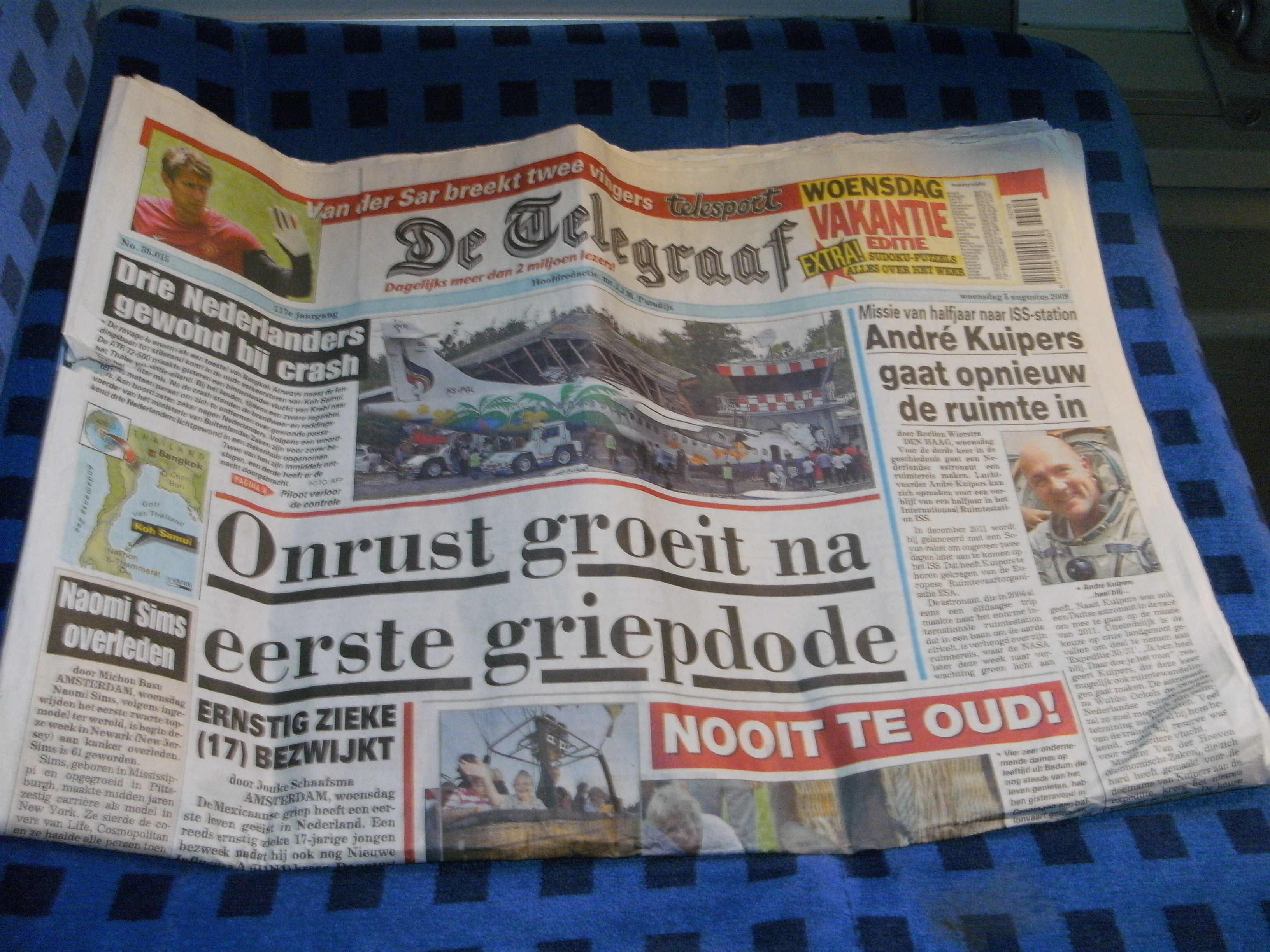
Una copia del quotidiano De Telegraaf.

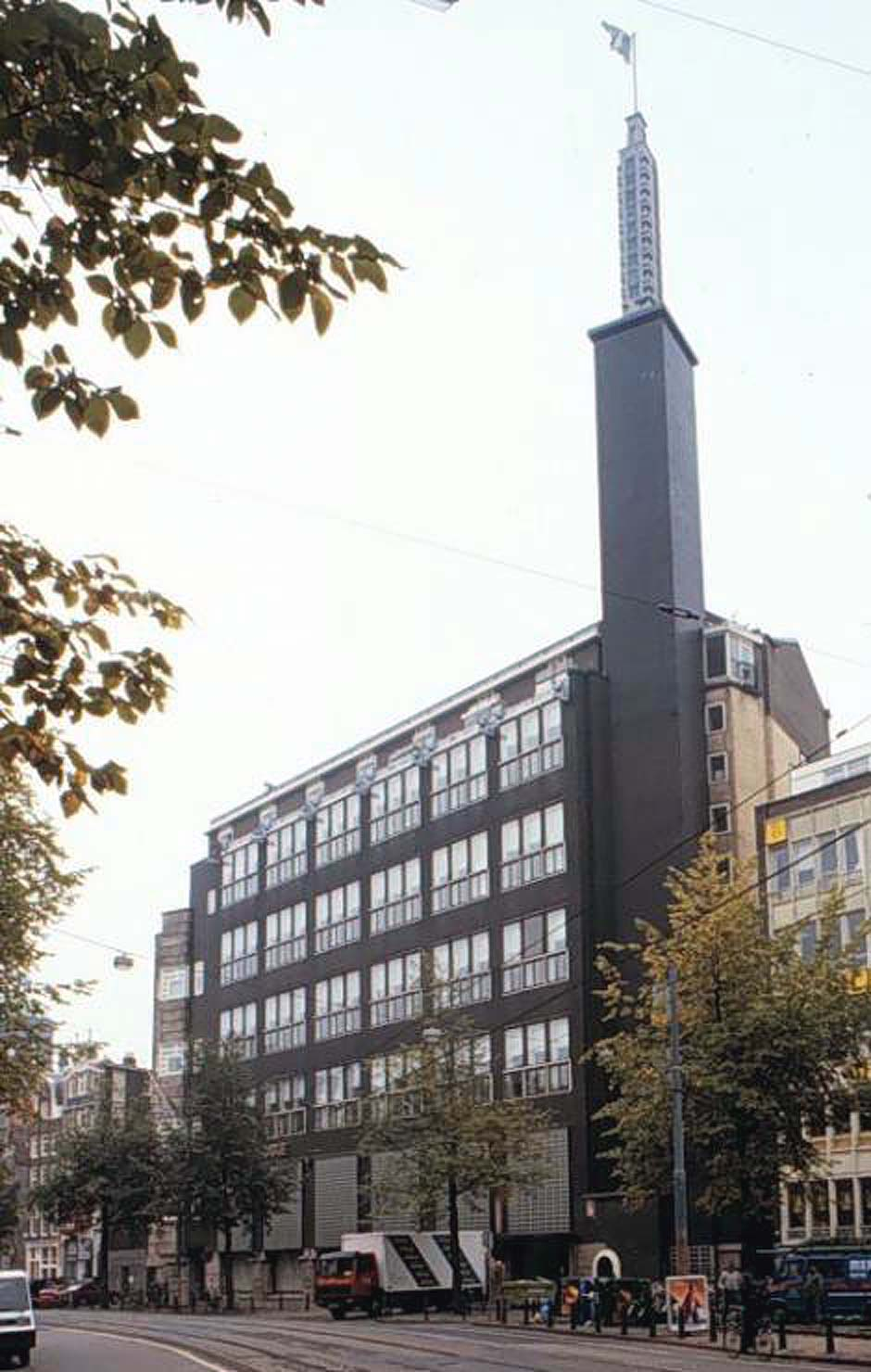
La vecchia sede del quotidiano De Telegraaf, nella Nieuwezijds Voorburgwal.

De Telegraaf ("Il Telegrafo"; pron. /de ˈteleχraːf/) è il principale, nonché uno dei più antichi, tra i quotidiani dei Paesi Bassi. Fu fondato nel 1893 da Henry Tindal (1852 - 1902) ed è pubblicato dalla Uitgeversmaatschappij De Telegraaf, società di Amsterdam controllata dalla Telegraaf Media Groep.
Ha una tiratura di circa 700 000 copie, di cui circa il 13% viene distribuito gratuitamente a dipendenti, punti di vendita, pubblicitari, ecc.

## Caratteristiche
Il quotidiano si rivolge a un pubblico molto vasto.
Tra le rubriche, figurano:  De Financiële Telegraaf ("Il Telegraaf finanziario"), Privé, Wat U zegt (lett.: "Quello che voi dite"), Vrouw ("Donna"), una sezione dedicata allo sport, ecc.

## Storia
Fondato da Henry Tindal (già fondatore, nello stesso periodo, del quotidiano De Courant), De Telegraaf  uscì per la prima volta in edicola il 1º gennaio 1893.
Nel 1921 fu la prima volta nella sua storia in cui uscì anche illustrato da una fotografia.
Durante l'occupazione tedesca dei Paesi Bassi avvenuta nel corso della seconda guerra mondiale, il Telegraaf (a partire dal 1944) divenne di proprietà di Henri "Hakkie" Holdert jr., figlio di Hendrik Holdert (successore di Henry Tindal), che diede in quel periodo al giornale un "taglio" filo-nazista.
A partire dal 21 marzo 2004, il Telegraaf iniziò ad uscire anche alla domenica, ma l'esperienza della pubblicazione domenicale terminò il 31 dicembre 2009 a causa degli scarsi introiti pubblicitari.